# Amédée Ozenfant
Amédée Ozenfant foi um pintor cubista francês (Saint-Quentin, 15 de abril de 1886 – Cannes, 1966).
Juntamente com Charles-Edouard Jeanneret (mais tarde conhecido como Le Corbusier), foi um dos fundadores do Purismo, movimento de vanguarda dos anos 20. Estudou arquitetura e se apaixonou pela pintura e a mecânica. Sua primeira mostra individual foi em 1908 no Salon de la Nationale, em Paris. Participou do Salão do Outono em 1910 e do Salão dos Independentes em 1911. Fundou, em abril de 1915, a revista L'Élan (editada até 1917) que reuniu artistas como André Lhote, Marchand, André Dunoyer de Segonzac. Empreendeu pesquisas tipográficas cubo-futuristas e concebeu a "tipometria" e a "psicotipia" que permitiu dar cara, pela forma das letras, aos ritmos e silêncios da poesias. Em 1919 publicou com Le Corbusier o manifesto Purista com o título de Après le Cubisme ("Após o Cubismo").
Amigo de Paul Dermée e de Le Corbusier, criou com eles a revista L’Esprit Nouveau, publicada entre 1921 e 1925 e que propunha a renovação das formas arquitetônicas e pictóricas. Em 1924 abriu um estúdio livre com Fernand Léger. Fundou em 1936 a Ozenfant Academy, em Londres, e em 1939 a Ozenfant School of Fine Art, em Nova Iorque.

## Educação
Ozenfant nasceu em uma família burguesa em Saint-Quentin, Aisne, e foi educado nas faculdades dominicanas de San Sebastian. Depois de completar sua educação, ele voltou para Saint-Quentin e começou a pintar em aquarela e com pastéis. Em 1904, participou de um desenho dirigido por Jules-Alexandre Patrouillard Degrave, na Escola Municipal de Desenho de Quentin Delatour, em Saint-Quentin. Em 1905, começou a treinar artes decorativas em Paris, onde, dentre seus professores estavam Maurice Pillard Verneuil e, mais tarde, Charles Cottet. Em 1907, ele se matriculou na Academia La Palette, onde estudou com Jacques-Emile Blanche, Roger de La Fresnaye e André Dunoyer de Segonzac, que eram seus colegas estudantes.